# سيليا ويستون
سيليا ويستون (بالإنجليزية: Celia Weston)‏ (و. 1951  م) هي ممثلة تلفزيونية، وممثلة أفلام، وممثلة مسرحية أمريكية، ولدت في سبارتانبرغ.

## التعليم
تعلمت في Salem College ‏، وتعلمت في جامعة ولاية كارولينا الشمالية في تشابل هيل
.

## وصلات خارجية
- سيليا ويستون على موقع IMDb (الإنجليزية)
- سيليا ويستون على موقع روتن توميتوز (الإنجليزية)
- سيليا ويستون على موقع ألو سيني (الفرنسية)
- سيليا ويستون على موقع أول موفي (الإنجليزية)
- سيليا ويستون على موقع قاعدة بيانات برودواي على الإنترنت (الإنجليزية)
- سيليا ويستون على موقع قاعدة بيانات الأفلام السويدية (السويدية)
- سيليا ويستون على موقع قاعدة بيانات الفيلم (الإنجليزية)
- سيليا ويستون على موقع كينوبويسك (الروسية)